# Leco van Zadelhoff
Leendert Coen (Leco) van Zadelhoff (Dieren, 15 mei 1968) is een Nederlandse stylist, visagist, televisiepresentator en schrijver.

## Biografie
Naar eigen zeggen werd hij geboren in kraamkliniek Huize Molenhof in Dieren. Zijn middelbare schoolopleiding volgde hij in Harderwijk aan de Groen van Prinsterer-mavo (1980-1984). Al tijdens de lagere school begon hij met knippen, uiteraard familie, kennissen en buren. De liefde voor het knippen nam meer definitieve vorm aan na een bezoek aan een dameskapsalon in Harderwijk. Hij woonde toen ook enige tijd aan de Koninginneweg in een gebouw waarin ook Angela Groothuizen woonde, het werd een jarenlange vriendschap.
Daarna volgde de kappersopleiding in Zwolle. Hij begon aan het kappersvak bij lokale kapsalons (Gert Achterberg en Stephan’s Hairtrend) in Harderwijk. Binnen een jaar haalde hij zijn kappersdiploma. Al snel daarna ging hij werken voor Veronica waar hij Leontine Ruiters leerde kennen. Als visagist voor Veronica reisde hij veel samen met Borsato voor het opnemen van commercials en promotionele fotoshoots. In 1989 was hij visagist bij de Miss Universe-verkiezing. Sinds 1990 is hij freelance kapper en visagist. In 2007 won hij de Achievement Award van de Koninklijke Algemene Nederlandse Kappersorganisatie
In 2000 presenteerde Van Zadelhoff samen met Leontine Borsato Style & Beauty, een lifestyleprogramma van Yorin. Van 2004 tot 2012 was hij wekelijks te zien als mode- en lifestyledeskundige in RTL Boulevard en van 2012 tot 2015 in Shownieuws. In 2010 presenteerde hij daarnaast ook het RTL 4-programma Ik kom bij je eten.
Hij lanceerde ook een eigen brillenlijn in samenwerking met Het Huis Opticiens, is het gezicht van L’Oréal Professionnel Nederland en was in 2006 het gezicht van de Robijn-commercials.
Sinds maart 2021 presenteert Van Zadelhoff samen met Chantal Janzen en Fred van Leer het RTL 4-programma Chantals Beauty Camper. In 2022 was Van Zadelhoff te zien als drag in het televisieprogramma Make Up Your Mind.
Van Zadelhoff eindigde als rendier op de laatste plek bij de oud en nieuwspecial van het Nederlandse televisieprogramma The Masked Singer in 2022.
In 2023 was Zadelhoff vast jurylid bij The Interior Project VIPS op RTL 4.
Van Zadelhoff is de vaste visagist (geweest) van onder anderen Leontine Borsato, Daniëlle Overgaag, Touriya Haoud, Winston Gerschtanowitz, Daphne Deckers, Ruth Jacott, Chantal Janzen, Angela Groothuizen, Caroline Tensen, Simone Kleinsma en Mathilde Santing.

## Schrijver
Ook is Van Zadelhoff werkzaam als schrijver. In 2000 bracht hij twee boeken uit, het Glamour Beauty Boek en Beau Monde het haarboek. Een aantal jaar daarna, in 2004, lanceerde hij zijn derde boek, Mooi!. In 2009 bracht hij hier een vervolg op uit, genaamd Mooier!. In 2021 bracht hij via Ambo/Anthos uitgevers Leco, worden wie je bent uit.

## Privé
Van Zadelhoff heeft een dochter.

## Filmografie

### Televisie

#### Als presentator / jurylid
| Jaar                      | Titel                     | Omroep/Zender | Opmerkingen                               |
| ------------------------- | ------------------------- | ------------- | ----------------------------------------- |
| 2000                      | Style & Beauty            | Yorin         | Samen met Leontine Borsato                |
| 2004 - 2012, 2016 - heden | RTL Boulevard             | RTL 4         | Mode- en lifestyledeskundige              |
| 2010                      | Ik kom bij je eten        | RTL 4         |                                           |
| 2012 - 2015               | Shownieuws                | SBS6          | Mode- en lifestyledeskundige              |
| 2021                      | Chantals Beauty Camper    | RTL 4         | Samen met Chantal Janzen en Fred van Leer |
| 2023                      | The Interior Project VIPS | RTL 4         | Vast jurylid                              |

#### Als deelnemer
| Jaar | Titel                                   | Omroep/Zender | Opmerkingen                                             |
| ---- | --------------------------------------- | ------------- | ------------------------------------------------------- |
| 2009 | Wat vindt Nederland?                    | RTL 4         | Samen met Lieke van Lexmond en Estelle Gullit           |
| 2011 | Wat vindt Nederland?                    | RTL 4         | Samen met Winston Gerschtanowitz en Marc van der Linden |
| 2016 | De Vreemde Eend                         | SBS6          | Samen met Fred van Leer                                 |
| 2022 | Make Up Your Mind                       | RTL 4         | Als G G L'Amour, eindigde als derde                     |
| 2022 | The Masked Singer (oud en nieuwspecial) | RTL 4         | Als Rendier, eindigde als laatste                       |